# Austin-Healey
Austin-Healey var en britisk producent af sportsvogne, der blev etableret i 1952 som et joint venture mellem Austin-afdelingen af British Motor Corporation (BMC) og Donald Healey Motor Company (Healey), der var et kendt bilfirma. Leonard Lord repræsenterede BMC og Donald Healey repræsenterede sit eget firma.
BMC fusionerede ned Jaguar Cars i 1966 og dannede British Motor Holdings (BMH). Donald Healey forlod BMH i 1968, da BMH blev lagt sammen med Leyland Motors til British Leyland. Healey sluttede sig herefter til Jensen Motors, der havde fremstillet karrosseri til de "store Healeys" siden starten i 1952, og han blev deres formand i 1972. Austin-Healey producerede biler indtil 1972, hvor den 20-årige aftale mellem Healey og Austin ophørte

## Modeller

### Austin-Healey 100
To-dørs cabriolet (minimal verjbeskyttelse)
- 1953–55 BN1 Austin-Healey 100
- 1955 Austin-Healey 100S (begrænset produktion; 50 biler fremstillet til løb)
- 1955–56 BN2 Austin-Healey 100 og 100M

### Austin-Healey 100-6
2+2-sæders cabriolet
- 1956–57 BN4 Austin-Healey 100-6 (2+2 roadster)
- 1957–59 BN4 Austin-Healey 100-6 Change to 1 3⁄4-inch SU Carbs (2+2 roadster)
- 1958–59 BN6 Austin-Healey 100-6 6-Cylinder (2-seater roadster)

### Austin-Healey 3000
2+2-sæders cabriolet
- 1959–61 BN7 Mark I (2-seater roadster), BT7 Mark I (2+2 roadster)
- 1961–62 BN7 Mark II (2-seater roadster), BT7 Mark II (2+2)

Cabriolet 2+2-sæder (wind-up windows)
- 1962–63 BJ7 Mark II (2+2 cabriolet)
- 1963–67 BJ8 Mark III (2+2 cabriolet)

### Austin-Healey Sprite
2-dørs cabriolet
- 1958–61 AN5 Mark I (Storbritannien: "Frogeye"; USA: "Bugeye")
- 1961–64 HAN6–HAN7 Mark II

2-seater Roadster
- 1964–66 HAN8 Mark III (roll-up windows)
- 1966–69 HAN9 Mark IV
- 1969–70 HAN10 Mark IV (kun i Storbritannien)
- 1971 AAN10 Mark IV (kun i Storbritannien; mærket som Austin i stedet for Austin-Healey)

### Konceptbiler
- Austin-Healey Project Tempest (2005)